# Rhapsody in Rock Complete
Rhapsody in Rock Complete är ett samlingsalbum av Robert Wells. På skivan förekommer musik och låtar mellan 1990 och 1998.

## Låtlista
| Nr  | Låt                                  | Musik                                                                    | Text | Längd  |
| --- | ------------------------------------ | ------------------------------------------------------------------------ | ---- | ------ |
| 1   | Ouvertyr                             | Robert Wells Arr: Robert Wells / Nils-Gunnar Burlin                      | -    | 1:17   |
| 2   | Rhapsody in Rock IV                  | Robert Wells Arr: Robert Wells / Örjan Fahlström                         | -    | 4:23   |
| 3   | In the Hall of the Mountain King"    | Edvard Grieg Arr: Lasse Wellander / Anders Berglund                      | -    | 3:09   |
| 4   | March from the Love of Three Oranges | Sergej Prokofjev Arr: Robert Wells / Örjan Fahlström                     | -    | 1:37   |
| 5   | Winter Games                         | David Foster Arr: John Lubbock                                           | -    | 3:58   |
| 6   | Music                                | John Miles Arr: Hank Roberts                                             |      | 5:36   |
| 7   | Rhapsody in Rock I                   | Robert Wells Orkestrering: Örjan Fahlström                               | -    | 3:48   |
| 8   | Haga Menuett                         | Robert Wells Arr: Robert Wells / Örjan Fahlström                         | -    | 3:14   |
| 9   | Nut Rocker                           | Pjotr Tjajkovskij Arr: Robert Wells Orkestrering: Anders Berglund        | -    | 4:12   |
| 10  | Roll Over Beethoven                  | Chuck Berry Arr: Robert Wells Orkestrering: Anders Berglund              | -    | 3:49   |
| 11  | Rhapsody in Rock II"                 | Robert Wells Arr: Robert Wells / Örjan Fahlström                         | -    | 4:00   |
| 12  | Fairy Tale                           | Robert Wells Orkestrering: Örjan Fahlström                               | -    | 3:47   |
| 13  | Spanish Rhapsody                     | Robert Wells                                                             | -    | 3:15   |
| 14  | Bumble-Bee Boogie                    | Nikolaj Rimskij-Korsakov Arr: Robert Wells Orkestrering: Anders Berglund | -    | 2:21   |
| 15  | Questo Quella                        | Giuseppe Verdi Arr: Robert Wells Orkestrering: Anders Eljas              | -    | 2:51   |
| 16  | Rhapsody in Rock III                 | Robert Wells Arr: Robert Wells / Örjan Fahlström                         |      | 3:38   |
| 17  | Root Beer Rag                        | Billy Joel Arr: Robert Wells / Örjan Fahlström                           | -    | 4:35   |
| 18  | Anitra's Dance                       | Edvard Grieg Arr: Charlie Norman                                         | -    | 3:32   |
| 19  | Sabre Dance                          | Aram Chatjaturjan Arr: Robert Wells Orkestrering: Örjan Fahlström        | -    | 3:36   |
| 20  | Bye Bye Johnny                       | Chuck Berry Arr: Robert Wells / Anders Berglund / K. Lundkvist           | -    | 5:03   |
| 20A | Romantic Johnny                      | Chuck Berry Arr: Robert Wells / Anders Berglund / K. Lundkvist           | -    | (1:04) |
| 20B | Rockin' Johnny                       | Chuck Berry Arr: Robert Wells / Anders Berglund / K. Lundkvist           | -    | (3:58) |

- Inspelat i Stocksund Recording & Studio 2, Sveriges Radio, Stockholm, juni-augusti 1998 förutom:
- 17-19 är inspelade live från Svaneholms slott & Dalhalla, juli 1998.
- 3, 4, 8, 11 är inspelade 1990.
- Gävleborg Symphony Orchestra på 15, 16, 20 är inspelade 1993.

## Medverkande
- Robert Wells — piano, keyboards, sång
- Lasse Risberg — bas, kör (10)
- Lasse Jonsson — gitarr
- Lasse Wellander — gitarr
- Lasse Persson — trummor
- S:t Petersburg State Symphony Orchestra
- Anders Berglund — dirigent
- Björn Skifs — sång (6)
- Tito Beltrán — sång (15)
- Jan Ottessen — slidegitarr (10)
- Maria Sköld — kör (10)
- Erik Steen — flamencogitarr (13)
- René Martinez — percussion (13)
- Lilling Palmeklint — kör (13)
- Christian Bergqvist — stråkar (13)
- Patrik Swedrup — stråkar (13)
- Martin Svensson — stråkar (13)
- Gävleborg Symphony Orchestra (3, 4, 8, 11)